# Abronia carnea
Abronia carnea är en underblomsväxtart som beskrevs av Edward Lee Greene. Abronia carnea ingår i släktet Abronia och familjen underblomsväxter. Utöver nominatformen finns också underarten A. c. wootonii.